# Manfred Brocker
Manfred Brocker (* 1959) ist ein deutscher Politikwissenschaftler. Er hat seit 2005 den Lehrstuhl für Politische Theorie und Philosophie an der Katholischen Universität Eichstätt-Ingolstadt inne.

## Werdegang
Brocker studierte ab 1979 Philosophie, Deutsche und Romanische Philologie an der RWTH Aachen und der Universität zu Köln. 1986 schloss er dieses Studium mit dem Grad eines Magister Artium ab. Parallel dazu absolvierte er in den Jahren 1982–84 und 1989–92 ein Studium der Volkswirtschaftslehre und der Politikwissenschaft an der Universität zu Köln. Von 1986 bis 1990 folgte ein erstes Promotionsstudium im Bereich der Politischen Philosophie, mit Studienphasen in Köln und Oxford (1988/89), gefördert durch ein Stipendium der Studienstiftung des deutschen Volkes. Seine Studien beendete Brocker 1990 mit der Promotion zum Dr. phil. (Philosophie) sowie 1992 mit einem Abschluss als Diplom-Volkswirt. Im Jahr 1993 erfolgte eine weitere Promotion zum Dr. rer. pol. im Fach Politikwissenschaft. Für seine Dissertation „Arbeit und Eigentum“ erhielt er 1991 den Preis der Universität zu Köln.
Von 1994 bis 2002 war Brocker als Wissenschaftlicher Assistent am Seminar für Politische Wissenschaft in Köln tätig. Nach einem Auslandsaufenthalt an der Universität von Yale in Connecticut, USA (1997/98) habilitierte er sich im Jahr 2002 im Fach Politikwissenschaft mit einer Schrift über die Christliche Rechte in den USA. 2002/03 war er Fellow am Forschungsinstitut für Philosophie Hannover und nahm die Vertretung des Lehrstuhls für Politische Theorie der Universität Mannheim wahr. Von 2003 bis 2004 vertrat er den Lehrstuhl für Politische Theorie und Philosophie am Geschwister-Scholl-Institut der LMU München.
Seit 2005 hat Brocker den Lehrstuhl für Politikwissenschaft II (Politische Theorie und Philosophie) an der Katholischen Universität Eichstätt-Ingolstadt inne. Von 2007 bis 2015 war er zudem Professor an der Hochschule für Politik in München und von 2009 bis 2010 Luce Project Fellow am Institute for International and Regional Studies der Princeton University, New Jersey, USA. Zwischen 2012 und 2014 bekleidete er das Amt des Vizepräsidenten für Forschung und wissenschaftlichen Nachwuchs an der Katholischen Universität Eichstätt-Ingolstadt. Von 2014 bis 2016 war er Mitglied des Collegium Helveticum an der Universität Basel, Schweiz.

## Arbeitsgebiete
Die inhaltlichen Schwerpunkte von Manfred Brockers wissenschaftlicher Tätigkeit liegen auf dem Gebiet der Politischen Theorie und Philosophie, wobei er sich insbesondere mit dem westlichen politischen Denken der Neuzeit (17. – 20. Jahrhundert) auseinandersetzt. Ein weiterer wichtiger Fokus seiner Forschungen bildet das Verhältnis von Politik und Religion einerseits sowie die Politik und Gesellschaft der USA andererseits.
Im Jahr 2000 war er Mitbegründer und bis 2006 Sprecher des Arbeitskreises „Politik und Religion“ der Deutschen Vereinigung für Politische Wissenschaft (DVPW). 2008 war Brocker Mitbegründer des Bayerischen Zentrums für Politische Theorie (BayPol) und ist seither Mitglied seines Vorstands. Im Promotionskolleg des Zentrums wirkt er aktiv mit und hat Teil an dessen wissenschaftlicher Leitung. Ferner ist Brocker Mitglied der Deutschen Vereinigung für Politische Wissenschaft (DVPW), der Deutschen Gesellschaft für Politikwissenschaft (DGfP) sowie der Deutschen Gesellschaft zur Erforschung des Politischen Denkens (DGEPD). Von 2012 bis 2020 war er zudem Mitherausgeber der Zeitschrift für Politik, München. Seit 2020 ist er Mitglied des Wissenschaftlichen Beirats der Zeitschrift für Politik und des Jahrbuchs Politisches Denken.

## Publikationen (Auswahl)

### Monographien und Herausgeberschaften
- Arbeit und Eigentum: der Paradigmenwechsel in der neuzeitlichen Eigentumstheorie. Darmstadt: WBG, 1992.
- Die Grundlegung des liberalen Verfassungsstaates. Von den Levellern zu John Locke. München: Alber 1995.
- Unfriedliche Religionen? Das politische Gewalt- und Konfliktpotenzial von Religionen. (Hrsg. mit Mathias Hildebrandt). Wiesbaden: VS-Verlag für Sozialwissenschaften 2005.
- Protest – Anpassung – Etablierung. Die Christliche Rechte im Politischen System der USA. Frankfurt/M.: Campus 2004. Teilweise einsehbar in Google Books.
- „God bless America“ – Politik und Religion in den USA. (Hrsg.) Darmstadt: Wissenschaftliche Buchgesellschaft 2005.
- Kant über Rechtsstaat und Demokratie. Wiesbaden: VS Verlag für Sozialwissenschaften 2006.
- Geschichte des politischen Denkens. Ein Handbuch. (Hrsg.) Frankfurt/M.: Suhrkamp 2007 (7. Auflage 2024).
- Special Issue on – Religious parties and the inclusion-moderation thesis. (Hrsg. mit Mirjam Künkler). Party Politics 19/2, März 2013, SAGE Publications.
- Geschichte des politischen Denkens. Das 20. Jahrhundert. (Hrsg.) Berlin: Suhrkamp 2018.
- Geschichte des politischen Denkens. Das 19. Jahrhundert. (Hrsg.) Berlin: Suhrkamp 2021.

### Aufsätze
- Demokratie und Zukunft. In: Manfred Brocker/Frank Zschaler (Hrsg.), Zukünfte entwerfen: Das Pluriversum wissenschaftlicher Zukunftsszenarien. Bielefeld 2025, S. 103–118.
- Eine politische Idee der Universität heute? In: Ulrich Bartosch (Hrsg.): Die Idee der Universität – heute. Passauer Perspektiven. Bad Heilbrunn 2024, S. 221–232.
- Flucht von der Erde: Kann man die Menschheit evakuieren? In: Harald Matern/Georg Pfleiderer (Hrsg.), Krise der Zukunft I. Apokalyptische Diskurse in interdisziplinärer Diskussion. Baden-Baden/Zürich 2020, S. 303–367.
- Gibt es eine Pflicht, die Menschheit zu erhalten? Rechtliche, ethische und politisch-institutionelle Antworten auf eine existenzielle Frage. In: Georg Pfleiderer/Harald Matern/Jens Köhrsen (Hrsg.), Krise der Zukunft II. Verantwortung und Freiheit angesichts apokalyptischer Szenarien. Baden-Baden/Zürich 2018, S. 187–211.
- Hans Jonas, Das Prinzip Verantwortung (1979). In: Manfred Brocker (Hrsg.), Geschichte des politischen Denkens: Das 20. Jahrhundert. Berlin: Suhrkamp 2018, S. 607–622.
- Religious parties. Revisiting the inclusion-moderation hypothesis (zus. mit Mirjam Künkler). In: Party Politics 19/2, 2013, S. 171–186.
- Eigentum als Gegenstand der politischen Theorie und Ideengeschichte. In: Diethelm Klesczewski/Steffi Müller-Mezger/Frank Neuhaus (Hrsg.), Von der Idee des Gemeinbesitzes zum Projekt eines unbedingten Grundeinkommens. Münster 2013, S. 49–60.
- Scharia-Gerichte in westlichen Demokratien. Eine Betrachtung aus Sicht der Politischen Philosophie. In: Zeitschrift für Politik 59/3, 2012, S. 314–331.
- Climate Change and Global Justice (zus. mit Janine Bentz-Hölzl). In: Elisabeth Kals/Juergen Maes (Hrsg.), Justice and Conflicts. Theoretical and Empirical Contributions. Heidelberg/London/New York: Springer Verlag 2011, S. 251–268.
- Fundamentalismus und Demokratie. Möglichkeiten und Grenzen der politischen Integration. In: Helmut Fünfsinn/Armin Pfahl-Traughber (Hrsg.), Extremismus und Terrorismus als Herausforderung für Gesellschaft und Justiz. Schriften zur Extremismus- und Terrorismusforschung. Brühl 2011, S. 11–39.
- Art. „Eigentum“. In: Claus Offe/Martin Hartmann (Hrsg.), Lexikon politische Theorie und Philosophie. München: Beck-Verlag 2011, S. 174–178.
- Suffrage and Democracy in John Locke’s Political Philosophy. In: Interpretation: A Journal of Political Philosophy 37/1, 2009, S. 29–46.
- Integration durch Partizipation. Soziale Bewegungen im politischen System der USA. In: Zeitschrift für Politikwissenschaft 19/2, 2009, S. 237–274.
- Die „Nation mit der Seele einer Kirche“. Neuere deutschsprachige Publikationen zum Thema Politik und Religion in den USA. In: Neue Politische Literatur 52/2, 2007, S. 221–231.
- Die Christliche Rechte in den USA. In: Aus Politik und Zeitgeschichte 6/2007, S. 24–31.
- John Locke, Zwei Abhandlungen über die Regierung (1690). In: Manfred Brocker (Hrsg.), Geschichte des politischen Denkens. Ein Handbuch. Frankfurt a. M.: Suhrkamp 2007 (7. Aufl. 2024), S. 258–272.
- Europäische Missverständnisse über die öffentliche Präsenz von Religion in den USA. In: Gerhard Besier/Hermann Lübbe (Hrsg.), Politische Religion und Religionspolitik. Zwischen Totalitarismus und Bürgerfreiheit. Göttingen: Vandenhoeck & Ruprecht 2005, S. 145–166.
- Die Christliche Rechte und die Präsidentschaftswahl von 2004 (zus. mit Clyde Wilcox). In: Torsten Oppelland/Werner Kremp (Hrsg.), Die USA im Wahljahr 2004. Trier 2005, S. 163–182.
- Civil Religion, Fundamentalism, and the Politics and Policies of George W. Bush. In: Journal of Political Science 32, 2004, S. 95–124.